# Бабичев Володимир Степанович
Володимир Степанович Бабичев (11 січня 1939, село Садове, тепер Сарпинського району, Республіка Калмикія, Російська Федерація — 15 грудня 2010, місто Москва, Російська Федерація) — російський і радянський державний діяч, заступник голови Уряду Російської Федерації, керівник апарату Уряду Російської Федерації, надзвичайний і повноважний посол Російської Федерації в Республіці Казахстан. Кандидат історичних наук. Член ЦК КПРС у 1990—1991 роках. Народний депутат Російської РФСР (1990—1993). Депутат Державної думи Російської Федерації (1998—1999). Член Ради Федерацій Російської Федерації (2006—2010).

## Життєпис
З 1956 року працював колгоспником колгоспу Калмицької автономної області.
У 1962 році закінчив Волгоградський інститут інженерів міського господарства.
У 1962—1963 роках — майстер, виконроб ремонтно-будівельного управління в місті Елісті Калмицької АРСР.
У 1963—1964 роках — головний інженер — заступник міністра комунального господарства Калмицької АРСР.
У 1964—1966 роках — начальник дільниці управління «Промжитлобуд», головний інженер пересувної механізованої колони, начальник відділу тресту «Калмикбуд» Калмицької АРСР.
Член КПРС з 1966 року.
У 1966—1969 роках — заступник голови виконавчого комітету Елістинської міської ради депутатів трудящих.
У 1969—1974 роках — міністр комунального господарства Калмицької АРСР.
У 1973 році закінчив Заочну вищу партійну школу при ЦК КПРС у Москві.
У 1974—1977 роках — заступник голови Ради міністрів Калмицької АРСР.
У 1977—1981 роках — секретар Калмицького обласного комітету КПРС.
У 1981 році закінчив Академію суспільних наук при ЦК КПРС у Москві.
У 1981—1985 роках — секретар Астраханського обласного комітету КПРС. Очолював партійний штаб із будівництва Астраханського газоконденсатного комплексу.
У 1985—1986 роках — 2-й секретар Астраханського обласного комітету КПРС.
У 1986—1987 роках — інспектор ЦК КПРС.
У 1987—1989 роках — завідувач сектору, заступник завідувача відділу партійного будівництва та кадрової роботи ЦК КПРС.
У 1989—1990 роках — 1-й заступник завідувача відділу партійного будівництва та кадрової роботи ЦК КПРС.
У листопаді 1990 — серпні 1991 року — завідувач відділу із законодавчих ініціатив та правових питань ЦК КПРС.
З 4 березня 1990 по 1993 рік — народний депутат РРФСР (Російської Федерації) від Приютенського національно-територіального округу № 103, Калмикія. Був членом комісії Ради національностей Верховної ради Росії з питань соціального, економічного розвитку республік у складі РРФСР, автономної області, автономних округів, нечисленних народів. Входив до фракцій «Комуністи Росії» (червень 1990, грудень 1992), «Вітчизна» (1991) та «Суверенітет і рівність» (1992—1993).
У 1991—1994 роках — заступник з адміністративно-правових питань генерального директора заводу «Газмаш», що входив до складу Російського акціонерного товариства «Газпром».
15 листопада 1994 — 14 серпня 1996 року — керівник апарату Уряду Російської Федерації — міністр Російської Федерації.
У 1995 році увійшов до складу Оргкомітету руху «Наш дім — Росія» (НДР), з 1996 року — голова виконавчого комітету руху «Наш дім — Росія», був обраний заступником голови руху. У 1996 році брав участь від НДР у президентській виборчій кампанії на боці Бориса Єльцина, був куратором виборчої кампанії в суб'єктах РФ.
14 серпня 1996 — 17 березня 1997 року — заступник голови Уряду Російської Федерації — керівник апарату Уряду Російської Федерації.
17 березня 1997 — 23 березня 1998 року — керівник апарату Уряду Російської Федерації — міністр Російської Федерації.
У 1998—1999 роках — депутат Державної думи Федеральних зборів РФ другого скликання, був членом Комітету у справах Федерації та регіональної політики.
У 2000—2003 роках — радник керівника апарату Уряду Російської Федерації.
2 липня 2003 — 9 листопада 2006 року — надзвичайний і повноважний посол Російської Федерації в Республіці Казахстан.
27 грудня 2006 — 3 лютого 2010 року — представник у Раді Федерації РФ від виконавчого органу державної влади Волгоградської області.
3 лютого — 15 грудня 2010 року — представник у Раді Федерації РФ від законодавчого органу державної влади Республіки Калмикія.
Помер 15 грудня 2010 року в місті Москві. Похований на Троєкуровському цвинтарі.

## Нагороди і звання
- орден Трудового Червоного Прапора
- орден «За заслуги перед Вітчизною» IV ст. (Російська Федерація) (23.02.2006)
- орден Достик ІІ ст. (Казахстан)
- медаль «За трудову доблесть»
- медаль «Рада Федерації. 15 років» (Російська Федерація)
- Подяки Президента Російської Федерації (17.07.1996, 5.06.1998, 3.06.2005)
- Відзнака «За бездоганну службу» XXX років (Російська Федерація) (19.05.2001)
- Надзвичайний та повноважний посол Російської Федерації (20.08.2004)